# Anthodioctes costaricensis
Anthodioctes costaricensis là một loài Hymenoptera trong họ Megachilidae. Loài này được Urban mô tả khoa học năm 1999.